# 小松未奈
小松 未奈（こまつ みな、1993年5月9日 - ）は、高知県出身の女子サッカー選手。岡山湯郷Belle所属。ポジションはMF。

## 来歴
2024年1月6日、岡山湯郷Belleへの移籍が発表された。

## 所属クラブ
- 2012年 - 2015年 吉備国際大学Charme岡山高梁
- 2016年 - 2019年 アンジュヴィオレ広島
- 2020年 - 2023年 バニーズ群馬FCホワイトスター
- 2024年 - 岡山湯郷Belle